# Liaison Antiprohibitionniste
Fondée le 29 septembre 1989, la Liaison Antiprohibitionniste est une association d'acteurs confrontés aux problèmes engendrés par la prohibition de certaines drogues. Elle « milite pour une légalisation contrôlée de l’usage de psychotropes » et contribue au développement de pratiques favorisant la responsabilisation et l’autonomie des individus consommateurs ou non.
La Liaison Antiprohibitionniste veut élargir le débat sur la question des drogues en l’imprégnant des valeurs démocratiques fondamentales : liberté individuelle, droit à la santé, à l’éducation, à l’information, etc.
L'association est subsidiée depuis le début par la Région de Bruxelles-Capitale et, de 2005 à 2015, par la Région wallonne. Elle est à la fois un centre de documentation et d'informations, organisatrice de colloques et « se présente comme une alternative à la prohibition de la drogue ».

## Historique
La Liaison Antiprohibitionniste est fondée en 1989 par un groupe ayant déposé une Liste Antiprohibitionniste lors des élections régionales bruxelloises du 5 octobre,.
Selon son ancien président Christophe Marchand l'association est créée « par un groupe de personnes interpellées par la manière dont la politique en matière de drogues se menait en Belgique, la Liaison réunit des psychologues, des psychiatres, des avocats, des usagers de drogues, des sociologues et plus généralement des personnes confrontées à des usagers de drogues et soucieuses de réfléchir à la manière de faire une politique des drogues autrement, moins dommageable que celle mise en œuvre à l’époque ».
L'avocate bruxelloise Anne Krywin est la première présidente de la Liaison antiprohibitionniste.
Dès le début des années 1990, la Liaison antiprohibitionniste propose de répondre aux consommateurs de drogues par une disponibilité de produits de substitution qui ne les oblige pas à se rendre « malades » quand ils ne le sont pas, pas plus qu'elle ne les obligerait à se désinsérer avant d'avoir droit à une prescription.

## Problématique
Pour la Liaison antiprohibitionniste, la prohibition sélective des drogues (l'alcool en est exclu) a de nombreux effets néfastes tant pour l'usager obligé de gérer son assuétude dans l'illégalité (contacts dans le cadre de sa maladie avec des policiers et des procureurs, passage par la prison, injonction thérapeutique) que pour la société par le commerce criminel et mafieux qu'elle implique (sans contrôle sur la qualité et l’origine des produits, avec des flux d’argent non contrôlés par l'État qui peuvent notamment engendrer de la corruption).
Elle revendique la légalisation, et non la libéralisation des drogues. Il ne s’agit pas d’obtenir que la drogue soit vendue dans les supermarchés. Le but est de pouvoir informer correctement sur les produits et de permettre une consommation en connaissance de cause, en tentant d’éviter abus et dépendances. Elle souhaite que l’État joue le rôle de régulateur du marché, qui est actuellement aux mains de la mafia, qu’il réglemente la distribution et la vente des produits.
L'association considère que la consommation de drogue est un comportement strictement privé. Le fait est qu’il y a des gens qui consomment. La question est de savoir comment faire pour qu’ils puissent le faire avec le moins de dégâts possibles.
Selon la députée Ecolo au Parlement de la Région de Bruxelles-Capitale, Céline Delforge : « la Liaison Antiprohibitionniste [...] est importante dans le paysage associatif concerné par la toxicomanie dans la mesure où elle permet d’ouvrir le débat démocratique sur la question des drogues et la réflexion sur une autre approche politique de la problématique. La Liaison Antiprohibitionniste stimule le débat autour de la politique des drogues grâce à des prises de paroles lors de tables rondes organisées en Communauté française, par diverses publications, des contributions dans les médias et la création d’un site web. La Liaison dispose en outre d’un centre de documentation qui permet d’alimenter le débat sur les drogues et auquel ont d’ailleurs recours des journalistes, des étudiants et des doctorants. La Liaison organise également des colloques et séminaires qui permettent de stimuler et enrichir la réflexion auprès des intellectuels et des mondes politique et universitaire. Le travail de promoteur de débat de la Liaison Antiprohibitionniste aborde la question des drogues sous les angles les plus divers : sanitaire, sociologique, psychologique, philosophique, éthique, juridique et économique. Cette approche multiple a déjà permis à de nombreux intervenants en toxicomanie de mieux cerner le cadre dans lequel ils travaillent, de connaître les enjeux de certaines de leurs pratiques ou encore de poser un regard éclairé sur la législation et ses applications. La liaison Antiprohibitionniste a joué un rôle important dans l’orientation des politiques vers une réduction des dommages, avec les conséquences bénéfiques que ce type de politique a sur l’aspect de santé publique que représente la problématique de la consommation de drogues. Le livre blanc Toxicomanie en Communauté française publié en 1989 recommandait d’ailleurs aux instances politiques de soutenir le courant de pensée représenté par la Liaison afin d'enrichir le débat démocratique sur les politiques en matière de drogues. »
En 2011, pour Bruno Valkeneers, Coordinateur de la Liaison antiprohibitionniste : « Plus de 50 % des Belges de 15 à 24 ans sondés sont partisans d’une régulation, voire d’une libéralisation totale du cannabis. [...] Le cannabis est très répandu dans la société. [...] Décrété illégal, le cannabis est en quelque sorte réintégré dans la pratique collective. [...] l’interdit légal n’est pas la bonne option, qu’il repose plus sur un a priori idéologique que sur des bases scientifiques. [...] d’autres formes d’interdits se révéleraient plus efficaces : les règlements d’ordre intérieur des écoles, pour y interdire la consommation de drogues, l’interdit social, la pression des amis… [...] c’est un des pays les plus répressifs, la France, qui enregistre le plus haut taux européen de consommateurs réguliers de cannabis : 12 %, contre 8 % en Belgique, ou 6 % aux Pays-Bas. [...] plus l’État réprime, plus il favorise les modes de consommation irresponsables, les filières clandestines, les produits de piètre qualité, qui mettent en danger la santé… Autant de constats qui plaident pour une régulation, pour la distribution de drogue aux adultes par des officines d'État, en contrôlant l’approvisionnement, comme le propose le Centre d'action laïque. [...] La drogue est disponible partout, sans contrôle. Réguler, ce n’est pas passer d’une société prétendument pure à une société toxicomaniaque, bien au contraire. Commençons par renoncer à cette croisade morale, reconnaître son échec, admettre une fois pour toutes qu’on ne régira jamais le plaisir et l’intime à coups de matraque. [...] Travaillons à la réduction des risques. Mais il y aura toujours 10 à 15 % de consommateurs problématiques. Comme pour l’alcool. L’interdit légal n’y change absolument rien. »

## Actions de sensibilisation
Depuis sa fondation, la Liaison antiprohibitionniste organise ou coorganise des journées d'études axées sur l'interdiction des drogues comme en 1992 sur la méthadone, en 1994 sur l'opium et l'héroïne, en 2003 sur la réforme des politiques de drogues en Europe, en 2005 sur la problématique de la consommation transfrontalière entre la Belgique et la France,, en 2009 sur la réduction des risques, en 2011 sur le dopage, en 2012 sur la politique pénitentiaire, ou en 2013 sur la problématique des salles de consommation à moindre risque.
Afin de sensibiliser l'opinion publique, la Liaison antiprohibitionniste propose également des réunions publiques, notamment avec la Ligue des familles, Bruxelles Laïque ou le Centre d'action laïque. En 1998, elle anime une semaine de débats au Centre culturel de la Communauté française de Belgique, Le Botanique.
Le 16 novembre 1996, 2 000 personnes se rassemblent à l'appel de la Liaison antiprohibitionniste et de divers mouvements de jeunesse, pour la légalisation du cannabis, « la réglementation de la production, du commerce et de la consommation de drogues pour mieux les contrôler ». Sa présidente, la psychiatre Micheline Roelandt précise :  « On passe trop souvent sous silence les vertus thérapeutiques du cannabis. L'interdit qui le frappe nous en prive. Il n'existe aucune caractéristique intrinsèque qui expliquerait que son usage soit plus dangereux que celui des drogues dites légales, tel l'alcool. De plus, il existe une discordance entre la prescription du Code pénal et la pratique sociale. »
À cette occasion, et à l'initiative de la Coordination radicale antiprohibitionniste (CORA), 402 personnalités belges signent un Appel à l’intervention de l’Etat de droit, parmi lesquelles des parlementaires, des professeurs d'université, beaucoup de médecins, de juristes et le Prix Nobel de chimie, Ilya Prigogine. Le texte appelle à « légaliser et réglementer la production, le commerce et la consommation des drogues pour mieux les contrôler » et constate que « la guerre à la drogue s’est transformée en guerre aux drogués ». Il ajoute qu'« en ne faisant aucune différence entre le commerce et la détention d’une drogue douce comme le cannabis et le commerce ou la détention d’une drogue dure telle l’héroïne, la loi belge de prohibition favorise le passage de la consommation récréative de cannabis vers la toxicomanie à l’héroïne [...] En 75 ans, la prohibition a fait la preuve de son inefficacité totale. En 75 ans, la guerre à la drogue a montré les énormes et innombrables dangers qu’elle fait courir à toute la société. Poursuivre sur la même voie serait pure folie ». Selon l’appel, « deux objectifs fondamentaux devront être atteints : la décriminalisation des simples détention et consommation des drogues et l’organisation légale d’une circuit contrôlé de distribution des drogues, capable de faire disparaître le marché mafieux sur l’ensemble du territoire belge ». Par ailleurs, 750 associations en Belgique se prononcent pour une dépénalisation des drogues douces.
Le 17 mars 2007, l'association organise une journée contre la prohibition du cannabis.
Avec six autres associations (Centre Alfa, Citadelle, Modus Vivendi, Prospective Jeunesse et Santé & Entreprise), la Liaison antiprohibitionniste fait partie de la Plate-forme Pour une politique de Réduction des Risques en toxicomanie dans la Fédération Wallonie-Bruxelles (Belgique). Elle contribue à la rédaction de brochures de prévention à destination des usagers de drogues, notamment par injection intraveineuse.

## Publications
- La réduction des risques, textes du séminaire, Bruxelles, 1995[34],[35]
- Drogues et prison. Les peines alternatives, Communauté française et Région de Bruxelles-Capitale, 1996[36],[37].
- Substitution. Enjeux sans frontières, 2010, texte intégral.

### Contributions à des ouvrages collectifs
- Régis Balry, Liaison antiprohibitionniste, Dossier drogues, Éditions Alternative libertaire, 1996[38].

### En coédition
Avec Centre Alfa, Citadelle, Infor-Drogues, Modus Vivendi, Prospective Jeunesse et Santé & Entreprise (sous la coordination de Modus Vivendi).
- Fabienne Hariga, Cocaïne, 2000.
- Fabienne Hariga, Héroïne, 2000.
- Fabienne Hariga, Alcool, 2002.
- Fabienne Hariga, Les médicaments actifs sur le mental, 2002.
- Fabienne Hariga, Ecstasy, 2003.
- Marie-Paule Giot, Cannabis, 2007.
- Catherine Van Huyck, Amphétamines et speed, 2009.

### Communications
- Vos droits, 18 mars 2003, texte intégral.
- 10 ans de lutte contre la prohibition des drogues : Avancée progressive, évolution partielle ou marche arrière cryptée ?, conférence de presse, 18 janvier 2000, texte intégral.
- Christine Guillain, Usage des drogues et réduction des risques : pour une politique internationale juste et efficace en matière de drogues, The European Social Forum, 27 novembre 2003, texte intégral.
- Bruno Valkeneers, Prohibition et déni du droit à la santé. Réflexion sur la nécessité d'en sortir, intervention à la journée Cannabis, quand Bruxelles fait réseau. Quelles demandes pour quelles prises en charge ?, 15 octobre 2013, texte intégral.

### Affiches
- Fédération internationale des centres d'études et de documentation libertaires : reproduction d'affiches.
- Musea Oost-Vlanderen un Evolutie, Congrès de fondation de la Liaison Antiprohibitionniste, 29 septembre 1989, voir en ligne.

### Articles
- Catherine Van Nypelseer, Drogues: la fin de la prohibition ?, Banc Public, n°62, septembre 1997, texte intégral.
- Martine Vandemeulebroucke, Dan Kaminski : sur le maintien de la prohibition des drogues et sur les raisons des resistances aux changements, Le Soir, 21 octobre 2000, texte intégral.
- Christophe Marchand, De la Liaison antiprohibitionniste à la Commission “drogues” du CAL : un travail de longue haleine, Bruxelles Laïques Echos, n°60, 1er trimestre 2008, page 5, texte intégral.
- Bruno Valkeneers, Coordinateur de la Liaison antiprohibitionniste, « Non à une société hygiéniste… », Le Soir, 9 février 2011, texte intégral.
- Marinette Mormont, Salles de consommation, sujet à risque (électoral) ?, Alter Échos, n°367, 14 octobre 2013, texte intégral.
- Marinette Mormont, Sandrine Warsztacki, Toxicomanie : des salles de consommation en Belgique ?, Alter Échos, 29 octobre 2013, texte intégral.